# Kolhammarsätten
Kolhammarsätten är ett nutida konventionellt namn på en svensk medeltida frälseätt som fått sitt namn efter sitt ursprung från godset Kolhammar, beläget i Odensala socken, Sigtuna kommun i Stockholms län. Ätten utslocknade innan Sveriges Riddarhus grundades 1625, varför den aldrig introducerades där som adelsätt.
Vapen: Flera varianter; 1. styckad sköld, nedre delen kluven 2. styckad sköld, övre delen kluven. Tinktur okänd. 

## Historia
Ättens egendomar i dåvarande Ärlinghundra härad har framförallt varit kopplat till gården Kolhammar, nu känd som Östra Kolhammar, vilken idag är herrgård, men även i Oppunda härad i Sörmlands län där medlemmar av ätten hade gårdarna Fågelsund i Bettna socken, Stensnäs i Lerbo socken (båda socknarna öster om Katrineholm), som sätesgårdar. 
Ätten är känd sedan 1334 när Olof Jonsson sålde 4 örtugland i Kärrby i Boglösa socken till kaniken Lars Nilsson i Uppsala och 1337 nämns Olof Jonsson i Kålhammar när han säljer mark i Ströja i Börje socken till Uppsala domkyrka. 1348 nämns denne Olof Jonsson i Kolhammar, hans hustru Katarina Martensdotter, och deras två söner Lars och Peter, när de med sina sigill, en styckad sköld med nedre fältet kluvet, beseglar försäljning av mark i Håtuna socken till ärkebiskop Heming Nilsson.
Sonen Lars Olofsson säljer 1347 mark till kaniken i Uppsala Lars Nilsson, vilket beseglas av dennes hustru Lucia, fadern Olof Jonsson, brodern Peter, samt Lars Olofssons son Ingevald Larsson. Lars Olofsson säljer 1350 återigen till kaniken Lars Nilsson vid Uppsala domkyrka med sin fader Olofs, sin broders Peters och sin hustrus Lucias samtycke ½ markland jord i Årby, Lagga(härad) socken (Långhundra härad) för 120 mark svenska penningar.

## Släktträd över senare medlemmar av Kolhammarsätten
1. Knut NN
  1. Seved Knutsson (Kolhammarsätten). Gift med Kerstin Klasdotter Kyle, dotter till Klas Kyle den yngre. [7]
2. Lars NN
  1. Erik Larsson (Kolhammarsätten), 1528 häradshövding i Oppunda härad[8]. Gift med Kerstin Knutsdotter (Schack av Skylvalla), dotter till Knut Persson av Sätuna (Schack av Skylvalla).[9] Hade år 1528 Spånga som sätesgård, 1534 Stensnäs, vilken han ägde fram till 1561. [2]
    1. Sten Eriksson (Kolhammarsätten), gift med Kerstin Klasdotter (Wijnman), dotter till Klas Wijnman och Märta Andersdotter (Hålbonäsätten). Hade år 1553–1565 Stensnäs som sätesgård. Sten Eriksson ägde utöver Stensnäs fem spridda landboställen i Södermanland, och ett mer än tre gånger så stort antal i olika delar av Uppland[10], däribland gårdarna Mörtbol, Fågelsund (1560), Kasta, Tjära (1562).[2]
      1. En dotter, gift med Nils Simonsson (Lillietopp) till Stensnäs (död 1599) son till Simon Dalkarl, frälseägare i Åsunda härad 1562.[10]

Med ovanstående gifte övergick gården Stensnäs till ätten Lillietopp nummer 65, vilken i vapnet förde en gyllene lilja över ett svart tupphuvud i blått fält.